# Аберін
Аберін (ісп. Aberin) — муніципалітет в Іспанії, у складі автономної спільноти Наварра. Населення — 368 осіб (2009).
Муніципалітет розташований на відстані близько 280 км на північний схід від Мадрида, 36 км на південний захід від Памплони.
На території муніципалітету розташовані такі населені пункти: (дані про населення за 2009 рік)
- Аберін: 59 осіб
- Арінсано: 8 осіб
- Касеріо-де-Ечаваррі: 1 особа
- Муніайн-де-ла-Солана: 300 осіб

## Демографія
Динаміка населення (INE ):

## Галерея зображень

Розташування муніципалітету